# 海口云洞图书馆
海口云洞图书馆是位于中国海南省海口市世纪公园音乐广场西北侧的图书馆，由MAD建筑事务所设计，2021年开放。建筑面积1380平方米，建筑由清水混凝土浇筑成简洁而流畅的洞穴造型，成为当地地标。